# ¿Ganar o servir?
¿Ganar o servir?, con su lema «De vuelta al pasado», fue un reality show chileno transmitido por Canal 13 y coproducido por el canal peruano Latina Televisión.
16 participantes famosos (ocho hombres y ocho mujeres) inicialmente entraron a la producción, quedando aislados en un recinto en la Mamacona, ubicado al sur de Lima, Perú. La premisa del concurso consiste en que los participantes deben adaptarse al estilo de vida de hace 200 años, por ende, no cuentan con electricidad, agua caliente, ni ninguna comodidad tecnológica. Así, se dividen en dos grupos, donde unos serán los sirvientes de los otros, llamados señores. Los participantes de los dos grupos existentes compiten cada semana en diversas pruebas físicas para determinar qué grupo servirá al otro, y determinar cuál será el participante eliminado de la competencia.
El ingreso de los participantes al concurso fue el 31 de marzo de 2024y el programa se estrenó tres semanas después, el 21 de abril de 2024. Las grabaciones del programa finalizaron los últimos días del mes de junio de 2024. La final en vivo se realizó cuatro meses después, siendo transmitida el 3 de noviembre de 2024. Los participantes deben competir en desafíos que ponen a prueba sus propias habilidades y su compatibilidad como un equipo. Divididos en dos equipos, los integrantes del reality se enfrentarán a adrenalínicas pruebas en las que cada acción tendrá sus consecuencias. Semana a semana las competencias por equipo definirán quiénes disfrutarán de las comodidades y quiénes deberán padecer un período en condiciones inhóspitas sirviendo a los concursantes del equipo ganador.

## Producción
Tras el rotundo éxito de su antecesor, Tierra brava, surgieron vehementes rumores sobre la producción de una segunda entrega del reality show.Así, diversas fuentes revelaron contactos con potenciales participantes para una nueva edición, generando expectativas entre los seguidores del programa. Se especuló que la locación para una segunda temporada podría mantenerse igual, sumergiendo una vez más a los concursantes en la misma dinámica envolvente.
En el contexto previamente mencionado, el 29 de noviembre de 2023 se anunció que el exfutbolista de Colo-Colo, Esteban Paredes, había sido contactado por la producción del programa. Días después, en el programa Zona de Estrellas, se indicó que Paula Pavic, expareja del tenista chileno Chino Ríos, estaba en conversaciones para ser parte de la segunda edición del formato televisivo.Por su parte, el 6 de diciembre de 2023, el periodista Luis Sandoval señaló otros cuatro nombres que estarían en carpeta para formar el elenco de Tierra brava 2, a saber: el exfutbolista y comentarista deportivo, Mauricio Pinilla; la actriz y presentadora de televisión, Viviana Nunes; la modelo y ex Miss Chile, Camila Recabarren; y, la presentadora de televisión, Katherine Salosny.
Pese a lo anterior, el 29 de diciembre el periodista de espectáculos Luis Sandoval, dio a conocer que, aún cuando el directorio de Canal 13 había aprobado la realización de un nuevo reality show para 2024, tal no consistiría en una segunda temporada de Tierra brava. Según información, se trataría de un programa de telerrealidad que sería grabado en la misma casona que utilizan actualmente en Perú, pero tendrá una característica muy especial: se ambientaría en otra época.
Fue en el contexto de la transmisión del LXIII Festival Internacional de la Canción de Viña del Mar que Canal 13 anunció la producción de un nuevo reality. Así, se confirmó que nuevamente Sergio Lagos y Karla Constant, célebres animadores de este tipo de formato, como presentadores del reality. Junto a ellos, se anunció la participación de: Botota Fox, transformista y exparticipante de Tierra brava; Coca Mendoza, exfutbolista y exparticipante de La granja VIP y ganador de 1810; y, Naya Fácil, influencer y mediática chilena, quien tiempo después se bajaría del programa de televisión por motivos de salud mental.
El reality es coproducido por Latina Televisión y Cooking Media, y sigue la senda de Canal 13 en el género televisivo, en el que un grupo de famosos chilenos y extranjeros deberá convivir durante algunos meses trabajando el campo y aislados del mundo exterior, donde, a través de la competencia y de sus propias estrategias y decisiones, se definirá quiénes disfrutarán de las comodidades y quiénes serán los sirvientes de los ganadores. El productor ejecutivo del programa es Ignacio Corvalán, quien tiene 28 años de trayectoria televisiva, en los que ha creado, desarrollado y producido numerosos formatos de reality shows en Chile y el extranjero. Entre ellos están Pareja perfecta, 40 ó 20 y Tierra brava, de Canal 13; y Amor a prueba, ¿Volverías con tu ex?, Doble tentación y Resistiré, de Mega.
El programa se estrenó el 21 de abril de 2024 por Canal 13. El centro de operaciones del programa está a cuatro horas de vuelo de Santiago y, como estrategia, Canal 13 no reveló el lugar para mantener el carácter de aislados. Para realizar el programa el director se inspiró en diversos reality shows y películas, entre ellos 1810 y 1910, ambos programas transmitidos por Canal 13 en el año 2009.

### Casting
El casting para definir a los dieciséis integrantes de la experiencia comenzó a fines de diciembre de 2023. Los concursantes están divididos en un grupo de personajes conocidos y otro de anónimos. Como se señaló anteriormente, en el contexto de la transmisión del LXIII Festival Internacional de la Canción de Viña del Mar, Canal 13 anunció a sus primeros confirmados: Botota Fox y Coca Mendoza. Días después, durante la transmisión de la última noche del Festival de Viña 2024, Canal 13 confirmó a dos nuevos participantes: Pangal Andrade, deportista extremo y ganador del reality show Año 0, y Luis Mateucci, exparticipante de ¿Volverías con tu ex?, Doble tentación y Tierra brava.El día 11 de marzo, durante la transmisión del programa de Canal 13, Tu día, se anunció la participación de María «Blue Mary» Almazábar, locutora radial y artista urbana, conocida por ser la expareja de Maickol «Dash» González.
El día 19 de marzo se confirmó que Oriana Marzoli, reconocida chica reality española, quien participó en programas del mismo formato de Mega: Amor a prueba, ¿Volverías con tu ex? y Doble tentación; sería parte del programa.Tres días después, se anunció la participación de Galadriel Caldirola, influencer y exparticipante de ¿Volverías con tu ex?.Por su parte, el día 26 de marzo se anunció a dos nuevos integrantes para el programa: el modelo español Alejandro Pérez, conocido por participar en el reality show La isla de las tentaciones; y, la modelo Faloon Larraguibel, exparticipante de Yingo y exesposa del futbolista Jean Paul Pineda.Al día siguiente, Canal 13 confirmó la participación de otros dos concursantes: Gonzalo Egas, preparador físico, ganador de La granja y semifinalista del reality show 1810; y, José Ángel González, relator de fútbol.
El 2 de abril, la producción anunció la participación de Mariela Sotomayor, reconocida periodista de espectáculos e integrante de programas de antaño de dicho estilo, tales como Primer plano y Maldita moda. Asimismo, confirmó que Camila Recabarren, ex Miss Chile 2012 y exparticipante de Amor a prueba y ¿Volverías con tu ex? sería parte del espacio de telerrealidad.Dos días después, se indicó que Claudio Valdivia, entrenador de fútbol, exparticipante de Año 0 y ganador de Amazonas, sería parte del programa.Por último, el 9 de abril fueron confirmadas las dos últimas participantes del elenco inicial del espacio: Francisca Maira, modelo y exparticipante del reality show Gran hermano; y Cindy Nahuelcoy, ex árbitra FIFA.
Al igual que su antecesor Tierra brava, el reality show incorporó a nuevos participantes durante el transcurso del programa. De esta manera, el 15 de abril se anunció que el modelo y cantante peruano Austin Palao ingresaría en los capítulos iniciales del espacio. El 24 de abril, Raimundo Cerda, modelo y exparticipante de Gran hermano fue confirmado como participante del programa. Asimismo, el 26 de abril, se anunció la participación de Daniela Colett, modelo brasileña y ex esposa del futbolista Eduardo Vargas.Por su parte, el martes 7 de mayo se confirmó que Christian Mujica, hermano de Jonathan Mujica, exparticipante de Tierra brava, participaría en el programa. Al día siguiente, Sofía Camará, transformista y exparticipante de The Switch Drag Race, anunció que también sería parte del reality show.
El día 13 de mayo de 2024 se confirmaron tres nuevos ingresos: Fabio Agostini, ganador del reality show Tierra brava; Julia Fernandes, modelo brasileña y exconcursante de Amor a prueba y Doble tentación; y, Facundo González, modelo argentino.
El 8 de junio de 2024 nuevamente se confirmaron dos nuevos ingresos: Francisco Rodríguez, el conocido ex competidor de Calle 7 y ganador del reality show Pelotón y la modelo e influencer, Javiera Belén.
El día 19 de junio de 2024 se anunciaron a dos nuevos participantes: Nicolás Solabarrieta y Valentina «Guarén» Torres, ambos exconcursantes de Tierra brava.El día 8 de julio de 2024 se confirmó el ingreso de Pamela Díaz, presentadora de televisión y exparticipante de La granja VIP, 1910, Pareja perfecta y Tierra brava.

### Reglas
Las diferentes reglas del programa son las siguientes:
- Competencia por equipos: Los participantes se dividen en equipos al comienzo del programa. Estos equipos compiten en varias pruebas y desafíos a lo largo del show. Al final de cada competencia, el equipo ganador tiene el privilegio de habitar el sector lleno de comodidades de la casa, mientras que el equipo perdedor debe usar el ala con menos privilegios y, además, ser sirvientes de los ganadores.
- Competencia individual: En esta etapa todos los participantes, sea hombres o mujeres, compiten nuevamente, independiente de si pertenece al equipo ganador o perdedor. El participante que tenga peor rendimiento en esta prueba pasa a estar automáticamente nominado para el proceso en camino al duelo de eliminación. Además, el ganador y la ganadora obtienen la inmunidad.
- El círculo de fuego: En esta instancia dos participantes, uno por equipo, deberán batirse a un duelo en donde quién resulte vencedor le va otorgar la potestad al capitán del equipo para que este entregue inmunidad a uno de sus integrantes, mientras que, el que resulte perdedor le entregará la obligación al capitán del equipo para que tenga que nominar a uno de los suyos.
- La Asamblea: Durante la etapa de enfrentamiento cara a cara, cada semana se llevaron a cabo dos concejos de eliminación: uno en el que el equipo perdedor de las competencias de equipo vota a un integrante de su mismo equipo en la «Asamblea de los Sirvientes» y otro en el que el equipo ganador vota a un participante de su mismo equipo en la «Asamblea de los Señores». A partir de la semana 2, se realiza una única «Gran Asamblea» en donde cualquier participante, independientemente de si pertenece al equipo ganador o perdedor, puede votar por otro integrante del encierro para ser nominado.
- Duelo de eliminación: La prueba de eliminación es una competencia final entre los cuatro nominados. Previo a la prueba, cada participante elige una «tarjeta de salvación», donde dos de los cuatro nominados serán salvados. Posteriormente, se lleva a cabo en una zona especialmente acondicionada para este propósito. El participante que gane esta prueba continúa en la competencia, mientras que el perdedor debe abandonar el programa.

### Conductores
Las tradicionales instancias de ¿Ganar o servir?, en donde se conoce quién está nominado y quién es eliminado, entre otras cosas, son conducidas por Karla Constant y Sergio Lagos. Asimismo, el actor Matías Vega estuvo encargado de realizar actividades de entretención a los participantes. Además, el programa contó con una anfitriona de la casa, Orietta Grendi, actriz, gestora cultural y experta en protocolo, quien bajo su popular papel interpretando nuevamente al personaje de Amanda del Villar, es la encargada de enseñar a los participantes clases de modales y buenas costumbres.

## Participantes
A continuación se encuentra una tabla, la cual indica la lista de participantes del programa y la instancia que lograron alcanzar durante el desarrollo del programa.
| Nombre | Nombre | Nombre                                                                       | Nombre                                                 | Edad                                           | Resultado final                                    | Resultado anterior | Nom.          | Tiempo                      | Ref.          | Notas |
| ------ | ------ | ---------------------------------------------------------------------------- | ------------------------------------------------------ | ---------------------------------------------- | -------------------------------------------------- | ------------------ | ------------- | --------------------------- | ------------- | ----- |
|        |        |                                                                              | Pangal Andrade Deportista extremo y chico reality      | 39                                             | Ganador de la Gran final                           |                    | 3             | 196 días                    | [ 36 ] [ 37 ] |       |
|        |        | Oriana Marzoli Modelo, influencer y chica reality                            | 32                                                     | Ganadora de la Final preliminar                | Semifinalista eliminada contra Francisco Rodríguez | 2                  | 196 días      | [ 38 ] [ 39 ]               |               |       |
|        |        | Francisco «Pancho» Rodríguez Modelo y chico reality                          | 39                                                     | 2.º Lugar de la Gran final                     |                                                    | 2                  | 56 días       | [ 37 ]                      | [ n 1 ]       |       |
|        |        | Raimundo Cerda Ingeniero agrónomo y chico reality                            | 24                                                     | 2.º Lugar de la Final preliminar               | 19.º eliminado en duelo de resistencia             | 2                  | 181 días      | [ 40 ] [ 37 ]               |               |       |
|        |        | Faloon Larraguibel Actriz, modelo, bailarina y presentadora de televisión    | 35                                                     | Semifinalista eliminada contra Pangal Andrade  |                                                    | 2                  | 191 días      | [ 41 ] [ 42 ]               |               |       |
|        |        | Luis Mateucci Modelo, cantante y chico reality                               | 36                                                     | 20.º eliminado por decisión del público        | 1                                                  | 191 días           | [ 43 ] [ 44 ] |                             |               |       |
|        |        | Daniela Colett Modelo                                                        | 32                                                     | 18.ª eliminada en duelo de fuerza              | 3                                                  | 172 días           | [ 45 ]        | [ n 2 ]                     |               |       |
|        |        | José Miguel «Botota Fox» Navarrete Transformista, comediante y chico reality | 41                                                     | 17.º eliminado en duelo de resistencia         | 14.º eliminado en duelo de destreza                | 7                  | 186 días      | [ 46 ] [ 47 ] [ 48 ]        |               |       |
|        |        |                                                                              | Galadriel Caldirola Modelo, influencer y chica reality | 31                                             | 16.ª eliminada en duelo de habilidad               |                    | 2             | 183 días                    | [ 49 ] [ 50 ] |       |
|        |        | Facundo González Modelo y chico reality                                      | 34                                                     | 15.º eliminado en duelo de agilidad            | 4                                                  | 117 días           | [ 51 ]        | [ n 3 ]                     |               |       |
|        |        | Francisca Maira Influencer, cantante, emprendedora y chica reality           | 24                                                     | 4.º abandono por motivos personales            | 1                                                  | 172 días           | [ 52 ] [ 47 ] |                             |               |       |
|        |        | Javiera Belén Silva Modelo y mediática                                       | 27                                                     | 13.ª eliminada en duelo de habilidad           | 1                                                  | 23 días            | [ 53 ]        | [ n 1 ]                     |               |       |
|        |        | Sofía «Sabélo» Camará Drag queen                                             | 33                                                     | 12.º eliminado en duelo de resistencia         | 1                                                  | 111 días           | [ 54 ]        | [ n 4 ]                     |               |       |
|        |        | Austin Palao Modelo, cantante y chico reality                                | 29                                                     | 11.º eliminado en duelo de fuerza              | 3                                                  | 138 días           | [ 55 ] [ 56 ] | [ n 5 ]                     |               |       |
|        |        | María «Blue Mary» Almazábar Locutora radial y artista urbana                 | 36                                                     | 10.ª eliminada en duelo de habilidad           | 6.ª eliminada en duelo de agilidad                 | 4                  | 110 días      | [ 57 ] [ 58 ] [ 59 ] [ 60 ] | [ n 6 ]       |       |
|        |        | Julia Fernandes Modelo y chica reality                                       | 29                                                     | 9.ª eliminada en duelo de agilidad             |                                                    | 1                  | 41 días       | [ 61 ]                      | [ n 7 ]       |       |
|        |        | Camila Recabarren Modelo, influencer y chica reality                         | 33                                                     | 8.ª eliminada en duelo de fuerza               | 2                                                  | 88 días            | [ 62 ] [ 63 ] |                             |               |       |
|        |        | Mariela Sotomayor Periodista                                                 | 41                                                     | 7.ª eliminada en duelo de habilidad            | 3                                                  | 73 días            | [ 64 ] [ 65 ] |                             |               |       |
|        |        | Fabio Agostini Modelo y chico reality                                        | 33                                                     | 3.er abandono por motivos personales           | 1                                                  | 12 días            | [ 66 ]        | [ n 8 ]                     |               |       |
|        |        | Christian Mujica Modelo                                                      | 29                                                     | 5.º eliminado en duelo de fuerza               | 1                                                  | 21 días            | [ 67 ]        | [ n 9 ]                     |               |       |
|        |        | Claudio Valdivia Empresario, entrenador de fútbol y chico reality            | 37                                                     | 2.º abandono por lesión                        | 1                                                  | 49 días            | [ 68 ] [ 69 ] |                             |               |       |
|        |        | José Ángel «Poeta» González Relator de fútbol y escritor                     | 34                                                     | 4.º eliminado en duelo de agilidad             | 2                                                  | 43 días            | [ 70 ] [ 71 ] |                             |               |       |
|        |        | Gabriel «Coca» Mendoza Exfutbolista, político y chico reality                | 55                                                     | 3.er eliminado en duelo de fuerza              | 1                                                  | 28 días            | [ 72 ] [ 73 ] |                             |               |       |
|        |        | Gonzalo Egas Preparador físico, productor y chico reality                    | 48                                                     | 1.er abandono por su calidad de impostor       | 0                                                  | 15 días            | [ 74 ] [ 75 ] |                             |               |       |
|        |        | Cindy Nahuelcoy Ex árbitra FIFA                                              | 35                                                     | 2.ª eliminada en duelo de habilidad            | 1                                                  | 11 días            | [ 76 ] [ 77 ] |                             |               |       |
|        |        | Alejandro Pérez Modelo                                                       | 30                                                     | 1.er eliminado por decisión de Gabriel Mendoza | 0                                                  | 0 días             | [ 78 ] [ 79 ] |                             |               |       |

1. 1 2  Francisco y Javiera ingresan el día 144, como nuevos participantes.
2. ↑  Daniela y Raimundo ingresan el día 15, como nuevos participantes.
3. ↑  Facundo ingresa el día 63, como nuevo participante.
4. ↑  Sofía ingresa el día 44, como nuevo participante.
5. ↑  Austin ingresa el día 3, como nuevo participante.
6. ↑  Después de haber sido eliminada el día 58, Blue Mary reingresa el día 74.
7. ↑  Julia ingresa el día 66, como nueva participante.
8. ↑  Fabio ingresa el día 46, como nuevo participante.
9. ↑  Christian ingresa el día 29, como nuevo participante.

- Semana 1 - 13:

     Participante del equipo Resistencia.
     Participante del equipo Soberanos.
- Semana 14 - Final:

     Participante en competencia individual.
     Participante eliminado en una etapa previa.

### Participantes invitados
| Nombre | Nombre                                                                 | Edad | Tiempo  | Ref.   |
| ------ | ---------------------------------------------------------------------- | ---- | ------- | ------ |
|        | Nicolás Solabarrieta Exfutbolista, ingeniero comercial y chico reality | 27   | 14 días | [ 80 ] |
|        | Pamela Díaz Modelo, empresaria y presentadora de televisión            | 43   | 25 días | [ 81 ] |
|        | Valentina «Guarén» Torres Influencer, podcaster y chica reality        | 25   | 14 días | [ 80 ] |

## Fases de la competencia

### Equipos
A continuación se encuentra una tabla, la cual indica cómo fueron conformados los equipos:
| Semana:      | 1 - 13 | 1 - 13                        |
| ------------ | --- | ----------------------------- |
| Equipos:     | Resistencia | Soberanos                     |
| Integrantes: | Camila Recabarren | Claudio Valdivia              |
| Integrantes: | Cindy Nahuelcoy | Francisca Maira               |
| Integrantes: | Faloon Larraguibel | Galadriel Caldirola           |
| Integrantes: | Gabriel Mendoza | José González                 |
| Integrantes: | Gonzalo Egas | Mariela Sotomayor             |
| Integrantes: | José Navarrete | Oriana Marzoli                |
| Integrantes: | Luis Mateucci | Pangal Andrade                |
| Integrantes: | María Almazábar | Austin Palao                  |
| Integrantes: | Daniela Colett | Sofía Camará                  |
| Integrantes: | Raimundo Cerda | María Almazábar               |
| Integrantes: | Christian Mujica | Nicolás Solabarrieta          |
| Integrantes: | Fabio Agostini | Raimundo Cerda                |
| Integrantes: | Facundo González | Javiera Silva                 |
| Integrantes: | Julia Fernandes | José Navarrete                |
| Integrantes: | Valentina Torres |                               |
| Integrantes: | Pamela Díaz |                               |
| Integrantes: | Francisco Rodríguez                                                                                                   |                               |
| Integrantes: | Francisca Maira |                               |
| Capitán:     | Semana 1 - 2: Gabriel Mendoza Semana 3 - 8: Luis Mateucci Semana 9: Raimundo Cerda Semana 10 - 13: Faloon Larraguibel | Semana 1 - 13: Pangal Andrade |

 Capitán del respectivo equipo.

Notas
1. ↑  Inicialmente, Francisca Maira perteneció al equipo Soberanos. Sin embargo, tras el ingreso de Javiera Silva, pasó a pertenecer al equipo Resistencia.
2. ↑  Inicialmente, José Navarrete perteneció al equipo Resistencia. Sin embargo, con el propósito de equilibrar los equipos, pasó a pertenecer al equipo Soberanos.
3. ↑  Inicialmente, María Almazábar perteneció al equipo Resistencia. Sin embargo, tras su eliminación y posterior reingreso, pasó a pertenecer al equipo Soberanos.
4. ↑  Inicialmente, Raimundo Cerda perteneció al equipo Resistencia. Sin embargo, tras el ingreso de Francisco Rodríguez, pasó a pertenecer al equipo Soberanos.

### Individuales
A continuación, se encuentra una tabla, la cual indica a los participantes que llegaron a las instancias individuales:
| Semana:      | 14                  |                     | Gran Final          | Gran Final     | Gran Final | Gran Final | Gran Final |
| Instancia:   | Individuales        | Semifinales         |                     | Final          |            | Ganadores  |            |
| Integrantes: | Daniela Colett      | Faloon Larraguibel  | Francisco Rodríguez | Pangal Andrade |            |            |            |
| Integrantes: | Faloon Larraguibel  | Francisco Rodríguez | Oriana Marzoli      | Oriana Marzoli |            |            |            |
| Integrantes: | Francisco Rodríguez | Oriana Marzoli      | Pangal Andrade      |                |            |            |            |
| Integrantes: | José Navarrete      | Pangal Andrade      | Raimundo Cerda      |                |            |            |            |
| Integrantes: | Luis Mateucci       |                     |                     |                |            |            |            |
| Integrantes: | Oriana Marzoli      |                     |                     |                |            |            |            |
| Integrantes: | Pangal Andrade      |                     |                     |                |            |            |            |
| Integrantes: | Raimundo Cerda      |                     |                     |                |            |            |            |

## Resultados generales
A continuación se encuentra una tabla, la cual indica cómo fue el desarrollo de los participantes a lo largo de la competencia.
|  |  |           | Pangal    | Gana      | Inmune    | Salvado   | Inmune    | Inmune    | Salvado   | Inmune    | Gana      | Nominado  | Salvado   | Salvado   | Salvado   | Salvado   | Exento    | Exento    | Exento    | Exento    | Finalista | Ganador |  |  |  |  |  |  |  |  |  |  |  |
|  |  | Oriana    | Gana      | Salvada   | Gana      | Salvada   | Inmune    | Inmune    | Gana      | Inmune    | Salvada   | Salvada   | Salvada   | Salvada   | Exenta    | Exenta    | Exenta    | Exenta    | Exenta    | Eliminada | Ganadora  |         |  |  |  |  |  |  |  |  |  |  |  |
|  |  | Francisco |           |           |           |           |           |           |           |           |           | Nominado  | Inmune    | Inmune    | Nominado  | Nominado  | Exento    | Exento    | Salvado   | Finalista | Segundo   |         |  |  |  |  |  |  |  |  |  |  |  |
|  |  | Raimundo  |           | Nominado  | Salvado   | Gana      | Salvado   | Gana      | Salvado   | Salvado   | Salvado   | Salvado   | Salvado   | Salvado   | Salvado   | Salvado   | Salvado   | Eliminado |           |           | Segundo   |         |  |  |  |  |  |  |  |  |  |  |  |
|  |  | Faloon    | Salvada   | Gana      | Salvada   | Gana      | Salvada   | Gana      | Inmune    | Salvada   | Gana      | Gana      | Salvada   | Nominada  | Gana      | Salvada   | Nominada  | Exenta    | Salvada   | Eliminada |           |         |  |  |  |  |  |  |  |  |  |  |  |
|  |  | Luis      | Salvado   | Gana      | Salvado   | Gana      | Salvado   | Nominado  | Salvado   | Inmune    | Gana      | Gana      | Inmune    | Gana      | Gana      | Salvado   | Salvado   | Nominado  | Eliminado |           |           |         |  |  |  |  |  |  |  |  |  |  |  |
|  |  | Daniela   |           | Inmune    | Salvada   | Inmune    | Salvada   | Gana      | Salvada   | Nominada  | Salvada   | Inmune    | Salvada   | Gana      | Gana      | Salvada   | Eliminada |           |           |           |           |         |  |  |  |  |  |  |  |  |  |  |  |
|  |  | Botota    | Salvado   | Salvado   | Salvado   | Salvado   | Salvado   | Salvado   | Salvado   | Salvado   | Gana      | Salvado   | Salvado   | Eliminado | Nominado  | Eliminado |           |           |           |           |           |         |  |  |  |  |  |  |  |  |  |  |  |
|  |  |           | Galadriel | Gana      | Salvada   | Gana      | Salvada   | Nominada  | Inmune    | Gana      | Gana      | Inmune    | Inmune    | Salvada   | Inmune    | Eliminada |           |           |           |           |           |         |  |  |  |  |  |  |  |  |  |  |  |
|  |  | Facundo   |           |           |           |           | Salvado   | Gana      | Salvado   | Salvado   | Gana      | Inmune    | Nominado  | Inmune    | Eliminado |           |           |           |           |           |           |         |  |  |  |  |  |  |  |  |  |  |  |
|  |  | Francisca | Gana      | Inmune    | Gana      | Salvada   | Gana      | Salvada   | Gana      | Inmune    | Inmune    | Gana      | Inmune    | Abandona  |           |           |           |           |           |           |           |         |  |  |  |  |  |  |  |  |  |  |  |
|  |  | Javiera   |           |           |           |           |           |           |           |           |           | Salvada   | Eliminada |           |           |           |           |           |           |           |           |         |  |  |  |  |  |  |  |  |  |  |  |
|  |  | Sofía     |           |           |           | Salvado   | Gana      | Salvado   | Inmune    | Gana      | Inmune    | Eliminado |           |           |           |           |           |           |           |           |           |         |  |  |  |  |  |  |  |  |  |  |  |
|  |  | Austin    | Gana      | Salvado   | Nominado  | Salvado   | Gana      | Inmune    | Nominado  | Gana      | Eliminado |           |           |           |           |           |           |           |           |           |           |         |  |  |  |  |  |  |  |  |  |  |  |
|  |  | Blue Mary | Salvada   | Gana      | Inmune    | Eliminada |           | Salvada   | Gana      | Eliminada |           |           |           |           |           |           |           |           |           |           |           |         |  |  |  |  |  |  |  |  |  |  |  |
|  |  | Julia     |           |           |           |           | Salvada   | Gana      | Eliminada |           |           |           |           |           |           |           |           |           |           |           |           |         |  |  |  |  |  |  |  |  |  |  |  |
|  |  | Camila    | Salvada   | Gana      | Inmune    | Nominada  | Inmune    | Eliminada |           |           |           |           |           |           |           |           |           |           |           |           |           |         |  |  |  |  |  |  |  |  |  |  |  |
|  |  | Mariela   | Gana      | Salvada   | Salvada   | Salvada   | Eliminada |           |           |           |           |           |           |           |           |           |           |           |           |           |           |         |  |  |  |  |  |  |  |  |  |  |  |
|  |  | Fabio     |           |           |           | Abandona  |           |           |           |           |           |           |           |           |           |           |           |           |           |           |           |         |  |  |  |  |  |  |  |  |  |  |  |
|  |  | Christian |           |           | Salvado   | Eliminado |           |           |           |           |           |           |           |           |           |           |           |           |           |           |           |         |  |  |  |  |  |  |  |  |  |  |  |
|  |  | Claudio   | Nominado  | Salvado   | Inmune    | Abandona  |           |           |           |           |           |           |           |           |           |           |           |           |           |           |           |         |  |  |  |  |  |  |  |  |  |  |  |
|  |  | José      | Salvado   | Salvado   | Eliminado |           |           |           |           |           |           |           |           |           |           |           |           |           |           |           |           |         |  |  |  |  |  |  |  |  |  |  |  |
|  |  | Coca      | Salvado   | Eliminado |           |           |           |           |           |           |           |           |           |           |           |           |           |           |           |           |           |         |  |  |  |  |  |  |  |  |  |  |  |
|  |  | Gonzalo   | Salvado   | Abandona  |           |           |           |           |           |           |           |           |           |           |           |           |           |           |           |           |           |         |  |  |  |  |  |  |  |  |  |  |  |
|  |  | Cindy     | Eliminada |           |           |           |           |           |           |           |           |           |           |           |           |           |           |           |           |           |           |         |  |  |  |  |  |  |  |  |  |  |  |
|  |  | Alejandro | Eliminado |           |           |           |           |           |           |           |           |           |           |           |           |           |           |           |           |           |           |         |  |  |  |  |  |  |  |  |  |  |  |
|  |  |           | Pamela    |           |           |           |           |           |           |           | Visita    | Visita    |           |           |           |           |           |           |           |           |           |         |  |  |  |  |  |  |  |  |  |  |  |
|  |  | Nicolás   |           |           |           |           |           |           | Visita    |           |           |           |           |           |           |           |           |           |           |           |           |         |  |  |  |  |  |  |  |  |  |  |  |
|  |  | Valentina |           |           |           |           |           |           | Visita    |           |           |           |           |           |           |           |           |           |           |           |           |         |  |  |  |  |  |  |  |  |  |  |  |

Etapa 1:

     El participante gana junto a su equipo la semana y se convierte en "señor" o "señora".
     El participante pierde junto a su equipo la semana y se convierte en "sirviente".
     El participante gana la "Competencia individual" y obtiene la inmunidad.
     El participante obtiene la inmunidad por decisión de su capitán.
     El participante es nominado por decisión de su capitán.
     El participante es nominado tras obtener el último lugar en la "Competencia individual".
     El participante es nominado en la "Asamblea".
     El participante es nominado y posteriormente es salvado al obtener la "tarjeta de salvación" o la mayor cantidad de votos del público.
     El participante esta invitado y posteriormente abandona la competencia.
     El participante es nominado, y posteriormente eliminado tras perder el duelo de eliminación.
     El participante es eliminado tras perder el duelo a muerte
     El participante es eliminado de la competencia por decisión de un compañero.
     El participante abandona voluntariamente la competencia.
Etapa 2:

     El participante está exento de participar en el proceso de eliminación por ser semifinalista.
     El participante se salva del proceso de eliminación.
     El participante es nominado y se enfrenta al duelo de eliminación.
     El participante se salva de la eliminación del publico.
     El participante es nominado, y posteriormente eliminado tras perder el duelo de eliminación.
     El participante es eliminado por decisión del público.
     El participante se convierte en finalista del programa.

## Posiciones en la «Competencia individual»
Cada semana los participantes se enfrentan en una competencia individual por género, en donde quien obtenga el último lugar se convierte automáticamente en el primer nominado y deberá enfrentar el proceso en camino al duelo de eliminación, además el "Sirviente" que obtenga el mejor lugar va poder escoger con quién intercambiar roles con cualquiera de los "Señores" que haya obtenido un lugar menor o peor que el que él haya obtenido. A partir de la semana 2, el ganador y la ganadora obtienen la inmunidad.
| 1.er Lugar:           | Oriana                  | Austin                 | Pangal                  | Daniela                    | Claudio                    | Camila                     | Daniela                    | Pangal                 | Camila                  | Pangal                   | Oriana                  | Austin                | Faloon                     | Pangal                    | Oriana                      | Luis                  | Francisca                  | Sofía                | Daniela                       | Facundo               |
| 2.º Lugar:            | Cindy                   | Pangal                 | Claudio                 | Faloon                     | Christian                  | Galadriel                  | Faloon                     | Luis                   | Oriana                  | Austin                   | Daniela                 | Pangal                | Oriana                     | Facundo                   | Daniela                     | Pangal                | Faloon                     | Botota               | Galadriel                     | Francisco             |
| 3.er Lugar:           | Francisca               | Coca                   | Raimundo                | Oriana                     | Raimundo                   | Francisca                  | Oriana                     | Raimundo               | Daniela                 | Raimundo                 | Julia                   | Raimundo              | Daniela                    | Luis                      | Faloon                      | Botota                | Pamela                     | Raimundo             | Javiera                       | Pangal                |
| 4.º Lugar:            | Camila                  | Gonzalo                | Luis                    | Galadriel                  | Pangal                     | Daniela                    | Galadriel                  | Austin                 | Francisca               | Luis                     | Francisca               | Sofía                 | Julia                      | Botota                    | Galadriel                   | Sofía                 | Galadriel                  | Luis                 | Francisca                     | Luis                  |
| 5.º Lugar:            | Faloon                  | Luis                   | Austin                  | Francisca                  | Luis                       | Oriana                     | Camila                     | Fabio                  | Faloon                  | Sofía                    | Faloon                  | Facundo               | Galadriel                  | Raimundo                  | Francisca                   | Raimundo              | Daniela                    | Facundo              | Oriana                        | Raimundo              |
| 6.º Lugar:            | Galadriel               | Claudio                | Coca                    | Camila                     | Botota                     | Faloon                     | Blue Mary                  | Sofía                  | Mariela                 | Botota                   | Galadriel               | Botota                | Francisca                  | Austin                    | Blue Mary                   | Austin                |                            | Pangal               |                               | Botota                |
| 7.º Lugar:            | Mariela                 | Botota                 | José                    | Blue Mary                  | José                       | Blue Mary                  |                            | Botota                 | Galadriel               |                          | Camila                  |                       | Blue Mary                  | Nicolás                   | Pamela                      | Facundo               | Austin                     | Sofía                |                               |                       |
| 8.º Lugar:            | Blue Mary               | José                   | Botota                  | Mariela                    | Austin                     | Mariela                    |                            |                        | Blue Mary               | Valentina                | Sofía                   |                       |                            |                           |                             |                       |                            |                      |                               |                       |
| Intercambio de roles: | Cindy escoge a: Mariela | Coca escoge a: Claudio | Pangal escoge a: Botota | Oriana escoge a: Blue Mary | Christian escoge a: Austin | Camila escoge a: Francisca | Oriana escoge a: Blue Mary | Pangal escoge a: Fabio | Camila escoge a: Oriana | Raimundo escoge a: Sofía | Oriana escoge a: Camila | Austin escoge a: Luis | Faloon escoge a: Francisca | Facundo escoge a: Nicolás | Daniela escoge a: Galadriel | Luis escoge a: Pangal | Francisca escoge a: Faloon | Sofía escoge a: Luis | Galadriel escoge a: Francisca | Pangal escoge a: Luis |
| Notas                 |                         |                        |                         |                            |                            |                            | [ n 1 ]                    |                        |                         |                          |                         |                       |                            | [ n 2 ]                   |                             |                       | [ n 3 ]                    |                      | [ n 4 ]                       |                       |
| Referencias:          | [ 82 ]                  | [ 83 ]                 | [ 84 ]                  | [ 85 ]                     | [ 86 ]                     | [ 87 ]                     | [ 88 ]                     | [ 89 ]                 | [ 90 ]                  | [ 91 ]                   | [ 92 ]                  | [ 93 ]                | [ 94 ]                     | [ 95 ]                    | [ 96 ]                      | [ 97 ]                | [ 98 ]                     | [ 99 ]               | [ 100 ]                       | [ 101 ]               |

| 1.er Lugar:           | Francisca                | Francisco                | Galadriel                   | Francisco             | Daniela Faloon | Pangal                     |
| 2.º Lugar:            | Daniela                  | Botota                   | Daniela                     | Pangal                | Daniela Faloon | Raimundo                   |
| 3.er Lugar:           | Javiera                  | Raimundo                 | Francisca                   | Luis                  | Galadriel      | Francisco                  |
| 4.º Lugar:            | Galadriel                | Pangal                   | Faloon                      | Raimundo              |                | Luis                       |
| 5.º Lugar:            | Faloon                   | Facundo                  |                             | Facundo               | Facundo        |                            |
| 6.º Lugar:            |                          |                          | Botota                      | Botota                |                |                            |
| Intercambio de roles: | Javiera escoge a: Faloon | Botota escoge a: Facundo | Galadriel escoge a: Daniela | Pangal escoge a: Luis |                | Pangal escoge a: Francisco |
| Notas                 | [ n 5 ]                  |                          | [ n 5 ]                     |                       | [ n 6 ]        |                            |
| Referencias:          | [ 102 ]                  | [ 103 ]                  | [ 104 ]                     | [ 105 ]               | [ 106 ]        | [ 107 ]                    |

Notas
1. ↑  Francisca Maira y Mariela Sotomayor no participaron en la competencia por motivos médicos.
2. ↑  Sofía Camará quedó en el último lugar de la competencia, pero debido a su calidad de inmune no fue nominada, por lo que el nominado fue Nicolás.
3. ↑  Oriana Marzoli no participa en la competencia por motivos personales.
4. ↑  Faloon Larraguibel no participó en la competencia por motivos médicos.
5. 1 2  Oriana Marzoli no participa en la competencia por prescripción médica.
6. ↑  Daniela Colett y Faloon Larraguibel decidieron compartir el primer lugar.

## El «Círculo de fuego»
A partir de la semana 2, dos participantes, uno por equipo, deberán batirse a un duelo en donde quién resulte vencedor le va otorgar la potestad al capitán del equipo para que este entregue inmunidad a uno de sus integrantes, mientras que, el que resulte perdedor le entregará la obligación al capitán del equipo para que tenga que nominar a uno de los suyos.
| Semana | Versus              | Versus              | Tipo de competencia        | Inmune por el capitán | Nominado por el capitán | Ref.    |
| ------ | ------------------- | ------------------- | -------------------------- | --------------------- | ----------------------- | ------- |
| 2      | Gabriel Mendoza     | Pangal Andrade      | Fuerza y resistencia       | Francisca Maira       | Raimundo Cerda          | [ 108 ] |
| 3      | Raimundo Cerda      | Austin Palao        | Equilibrio y resistencia   | María Almazábar       | José Ángel González     | [ 109 ] |
| 5      | Facundo González    | Pangal Andrade      | Fuerza y resistencia       | Oriana Marzoli        | Facundo González        | [ 110 ] |
| 6      | Daniela Colett      | Galadriel Caldirola | Equilibrio y resistencia   | Galadriel Caldirola   | Luis Mateucci           | [ 111 ] |
| 7      | Luis Mateucci       | Austin Palao        | Fuerza y resistencia       | Sofía Camará          | Julia Fernandes         | [ 112 ] |
| 8      | Faloon Larraguibel  | Francisca Maira     | Equilibrio y concentración | Francisca Maira       | Daniela Colett          | [ 113 ] |
| 9      | Botota Fox          | Sofía Camará        | Resistencia y precisión    | Galadriel Caldirola   | Raimundo Cerda          | [ 114 ] |
| 10     | Francisco Rodríguez | Raimundo Cerda      | Equilibrio y concentración | Galadriel Caldirola   | Francisco Rodríguez     | [ 115 ] |
| 11     | Daniela Colett      | Javiera Silva       | Equilibrio y concentración | Luis Mateucci         | Javiera Silva           | [ 116 ] |
| 12     | Luis Mateucci       | Raimundo Cerda      | Equilibrio y concentración | Facundo González      | Oriana Marzoli          | [ 117 ] |
| 13     | Francisco Rodríguez | Pangal Andrade      | Equilibrio y concentración |                       | Pangal Andrade          | [ 118 ] |

## Nominaciones en la «Gran Asamblea»
Cada semana se llevaron a cabo dos concejos de eliminación: uno en el que el equipo perdedor de las competencias de equipo vota a un integrante de su mismo equipo en la «Asamblea de los Sirvientes» y otro en el que el equipo ganador vota a un participante de su mismo equipo en la «Asamblea de los Señores». A partir de la semana 2, se realiza una única «Gran Asamblea» en donde cualquier participante, independientemente de si pertenece al equipo ganador o perdedor, puede votar por otro integrante del encierro para ser nominado.
| Equipo ganador:       | Equipo ganador:       | Equipo ganador:       | Soberanos             | Resistencia          | Soberanos             | Resistencia                     | Soberanos              | Resistencia           | Soberanos             | Soberanos                | Resistencia           | Resistencia           | Resistencia            | Resistencia              | Resistencia            | Resistencia              |
| Inmunes Individuales: | Inmunes Individuales: | Inmunes Individuales: |                       | Daniela Pangal       | Camila Claudio        | Daniela Pangal                  | Camila Pangal          | Oriana Austin         | Faloon Pangal         | Oriana Luis              | Francisca Sofía       | Daniela Facundo       | Francisca Francisco    | Galadriel Francisco      |                        |                          |
| Inmune Capitán:       | Inmune Capitán:       | Inmune Capitán:       | Francisca             | Blue Mary            |                       | Oriana                          | Galadriel              | Sofía                 | Francisca             | Galadriel                | Galadriel             | Luis                  | Facundo                |                          |                        |                          |
|                       |                       | Botota                | Camila                | Coca                 | Pangal                | Sofía                           | Mariela                | Julia                 | Austin                | Blue Mary                | Pangal                | Javiera               | Daniela                | Francisca                | Facundo                | Facundo                  |
|                       |                       | Daniela               |                       | Coca                 | Pangal                | Mariela                         | Mariela                | Camila                | Austin                | Blue Mary                | Pangal                | Javiera               | Galadriel              | Francisca                | Raimundo               | Raimundo                 |
|                       |                       | Faloon                | Cindy                 | Austin               | Pangal                | Mariela                         | Mariela                | Camila                | Austin                | Blue Mary                | Pangal                | Raimundo              | Galadriel              | Francisca                | Francisco              | Francisco                |
|                       |                       | Francisco             |                       |                      |                       |                                 |                        |                       |                       |                          |                       | Raimundo              | Pangal                 | Francisca                | Faloon                 | Faloon                   |
|                       |                       | Luis                  | Cindy                 | Coca                 | Pangal                | Mariela                         | Mariela                | Camila                | Austin                | Blue Mary                | Pangal                | Raimundo              | Galadriel              | Francisca                | Francisco              | Francisco                |
|                       |                       | Oriana                | Claudio               | Blue Mary            | Faloon                | Camila                          | Luis                   | Camila                | Luis                  | Blue Mary                | —                     | Botota                | Pangal                 | Francisca                | Faloon                 | Faloon                   |
|                       |                       | Pangal                | Claudio               | Coca                 | Christian             | Camila                          | Daniela                | Raimundo              | Daniela               | Faloon                   | Luis                  | Botota                | Daniela                | Francisca                | Francisco              | Francisco                |
|                       |                       | Raimundo              |                       | Coca                 | Pangal                | Mariela                         | Mariela                | Camila                | Austin                | Blue Mary                | Pangal                | Botota                | Daniela                | Francisca                | Facundo                | Facundo                  |
|                       |                       | Galadriel             | Claudio               | Coca                 | Faloon                | Camila                          | Daniela                | Camila                | Daniela               | Faloon                   | Luis                  | Botota                | Daniela                | Luis                     | Facundo                | Facundo                  |
|                       |                       | Facundo               |                       |                      |                       |                                 | Mariela                | Camila                | Austin                | Blue Mary                | Pangal                | Raimundo              | Galadriel              | Francisca                | Raimundo               | Raimundo                 |
|                       |                       | Francisca             | Mariela               | Coca                 | Faloon                | Camila                          | Julia                  | Camila                | Daniela               | Faloon                   | Luis                  | Pangal                | Daniela                | Luis                     |                        |                          |
|                       |                       | Javiera               |                       |                      |                       |                                 |                        |                       |                       |                          |                       | Botota                | Daniela                |                          |                        |                          |
|                       |                       | Sofía                 |                       |                      |                       | Camila                          | Luis                   | Camila                | Daniela               | Faloon                   | Luis                  | Botota                |                        |                          |                        |                          |
|                       |                       | Austin                | Claudio               | Coca                 | Faloon                | Camila                          | Luis                   | Facundo               | Daniela               | Faloon                   | Luis                  |                       |                        |                          |                        |                          |
|                       |                       | Blue Mary             | Faloon                | Austin               | Pangal                | Mariela                         |                        | Facundo               | Daniela               | Raimundo                 |                       |                       |                        |                          |                        |                          |
|                       |                       | Julia                 |                       |                      |                       |                                 | Mariela                | Facundo               | Austin                |                          |                       |                       |                        |                          |                        |                          |
|                       |                       | Camila                | Cindy                 | Austin               | Pangal                | Mariela                         | Luis                   | Sofía                 |                       |                          |                       |                       |                        |                          |                        |                          |
|                       |                       | Mariela               | Claudio               | Camila               | Faloon                | Camila                          | Daniela                |                       |                       |                          |                       |                       |                        |                          |                        |                          |
|                       |                       | Fabio                 |                       |                      |                       | —                               |                        |                       |                       |                          |                       |                       |                        |                          |                        |                          |
|                       |                       | Christian             |                       |                      | Pangal                | —                               |                        |                       |                       |                          |                       |                       |                        |                          |                        |                          |
|                       |                       | Claudio               | Pangal                | Coca                 | Christian             | —                               |                        |                       |                       |                          |                       |                       |                        |                          |                        |                          |
|                       |                       | José                  | Austin                | Coca                 | Pangal                |                                 |                        |                       |                       |                          |                       |                       |                        |                          |                        |                          |
|                       |                       | Coca                  | Faloon                | Austin               |                       |                                 |                        |                       |                       |                          |                       |                       |                        |                          |                        |                          |
|                       |                       | Gonzalo               | Cindy                 | —                    |                       |                                 |                        |                       |                       |                          |                       |                       |                        |                          |                        |                          |
|                       |                       | Cindy                 | Faloon                |                      |                       |                                 |                        |                       |                       |                          |                       |                       |                        |                          |                        |                          |
| Visitas               |                       |                       |                       |                      |                       |                                 |                        |                       |                       |                          |                       |                       |                        |                          |                        |                          |
|                       |                       | Pamela                |                       |                      |                       |                                 |                        |                       |                       | Blue Mary                | Pangal                |                       |                        |                          |                        |                          |
|                       |                       | Nicolás               |                       |                      |                       |                                 |                        |                       | Daniela               |                          |                       |                       |                        |                          |                        |                          |
|                       |                       | Valentina             |                       |                      |                       |                                 |                        |                       | Austin                |                          |                       |                       |                        |                          |                        |                          |
| Primer Nominado       | Primer Nominado       | Primer Nominado       | Blue Mary             | Botota               | Austin                | Blue Mary                       | Galadriel              | Blue Mary             | Valentina             | Pamela                   | Daniela               | Oriana                | Faloon                 | Faloon                   | Galadriel              | Galadriel                |
| Segundo Nominado      | Segundo Nominado      | Segundo Nominado      | Cindy con 4/8 votos   | Raimundo             | José                  | Botota                          | Facundo                | Luis                  | Julia                 | Daniela                  | Raimundo              | Francisco             | Javiera                | Oriana                   | Botota                 | Botota                   |
| Tercer Nominado       | Tercer Nominado       | Tercer Nominado       | José                  | Mariela              | Mariela               | Camila con 7/14 votos           | Botota                 | Botota                | Nicolás               | Facundo                  | Austin                | Sofía                 | Facundo                | Botota                   | Pangal                 | Pangal                   |
| Cuarto Nominado       | Cuarto Nominado       | Cuarto Nominado       | Claudio con 5/8 votos | Coca con 10/16 votos | Pangal con 9/16 votos |                                 | Mariela con 7/15 votos | Camila con 9/15 votos | Austin con 8/16 votos | Blue Mary con 8/14 votos | Pangal con 7/12 votos | Botota con 6/13 votos | Daniela con 6/12 votos | Francisca con 9/11 votos | Facundo con 3/10 votos | Francisco con 3/10 votos |
| Salvados              | Salvados              | Salvados              | Blue Mary José        | Botota Mariela       | Mariela Pangal        | Botota                          | Botota Facundo         | Blue Mary Botota      |                       | Facundo                  | Daniela Raimundo      | Botota Oriana         | Daniela Faloon         | Francisca Oriana         | Pangal                 | Pangal                   |
| Duelistas             | Duelistas             | Duelistas             | Cindy                 | Raimundo             | Austin                | Blue Mary                       | Galadriel              | Camila                | Julia                 | Daniela                  | Austin                | Francisco             | Javiera                | Faloon                   | Facundo                | Galadriel                |
| Duelistas             | Duelistas             | Duelistas             | Claudio               | Coca                 | José                  | Camila                          | Mariela                | Luis                  | Austin                | Blue Mary                | Pangal                | Sofía                 | Facundo                | Botota                   | Francisco              | Botota                   |
| Eliminado:            | Eliminado:            | Eliminado:            | Cindy                 | Coca                 | José                  | Blue Mary                       | Mariela                | Camila                | Julia                 | Blue Mary                | Austin                | Sofía                 | Javiera                | Botota                   | Facundo                | Galadriel                |
| Eliminado:            | Eliminado:            | Eliminado:            | Cindy                 | Coca                 | José                  | Christian                       | Mariela                | Camila                | Julia                 | Blue Mary                | Austin                | Sofía                 | Javiera                | Botota                   | Facundo                | Galadriel                |
| Abandonos:            | Abandonos:            | Abandonos:            |                       | Gonzalo              |                       | Claudio Fabio                   |                        |                       |                       |                          |                       |                       |                        | Francisca                |                        |                          |
| Notas:                | Notas:                | Notas:                |                       | [ n 1 ]              |                       | [ n 2 ] [ n 3 ] [ n 4 ] [ n 5 ] |                        |                       | [ n 6 ]               | [ n 7 ] [ n 8 ]          | [ n 9 ] [ n 10 ]      | [ n 8 ]               | [ n 8 ]                | [ n 8 ] [ n 11 ]         |                        |                          |
| Referencias:          | Referencias:          | Referencias:          | [ 119 ] [ 120 ]       | [ 121 ]              | [ 122 ]               | [ 123 ]                         | [ 124 ]                | [ 125 ]               | [ 126 ]               | [ 60 ]                   | [ 127 ]               | [ 128 ]               | [ 129 ]                | [ 130 ]                  | [ 131 ]                | [ 131 ]                  |

Notas
1. ↑  Gonzalo Egas abandona en la respectiva semana tras ser desvelado su rol de "impostor" dentro del programa.
2. ↑  Claudio Valdivia abandona en la respectiva semana por lesión.
3. ↑  Al ingresar al programa se le dio la posibilidad a Fabio Agostini de escoger a un participante para batirse a un duelo a muerte, en donde el perdedor quedaba automáticamente eliminado, además también debía elegir a que equipo quería pasar a formar parte. Fabio eligió a Christian para el duelo, y al equipo Resistencia.
4. ↑  Fabio Agostini no vota por encontrarse ausente por motivos personales.
5. ↑  Fabio Agostini abandona en la respectiva semana por motivos personales.
6. ↑  Nicolás Solabarrieta y Valentina Torres no participan del proceso de eliminación debido a su calidad de visita.
7. ↑  Pamela Díaz no participa del proceso de eliminación debido a su calidad de visita.
8. 1 2 3  En esta semana se realizó una dinámica distinta de salvación, el salvado fue elegido a través del voto del público.
9. ↑  Oriana Marzoli no participa de la «Asamblea» por motivos personales.
10. ↑  En esta semana se les dio la posibilidad a los nominados de elegir la dinámica de salvación, ellos votaron para que el salvado sea a través de la tarjeta de salvación.
11. ↑  Botota es eliminado, pero conjuntamente Francisca abandona la competencia por motivos personales, cediendo su puesto al recién eliminado. La producción del programa aceptó la propuesta, reintegrando a Botota.

## Resultados
"¿Ganar o servir?" se basa prácticamente en competencias en las cuales se prueba a los participantes en fuerza, velocidad, habilidad, equilibrio, etc. Para hacer pruebas de estas, se conforman dos equipos, identificados con un nombre y un color, y se baten en competencias para no eliminar a uno de sus integrantes.

### Competencia por equipos
| Semana | Señores     | Sirvientes  | Primer nominado | Segundo nominado | Tercer nominado | Cuarto nominado | Tipo de duelo | Eliminado | Ref.    |
| ------ | ----------- | ----------- | --------------- | ---------------- | --------------- | --------------- | ------------- | --------- | ------- |
| 1      | Soberanos   | Resistencia | Blue Mary       | Cindy            | José            | Claudio         | Habilidad     | Cindy     | [ 132 ] |
| 2      | Resistencia | Soberanos   | Botota          | Raimundo         | Mariela         | Coca            | Fuerza        | Coca      | [ 133 ] |
| 3      | Soberanos   | Resistencia | Austin          | José             | Mariela         | Pangal          | Agilidad      | José      | [ 134 ] |
| 4      | Resistencia | Soberanos   | Blue Mary       | Botota           | Camila          |                 | Fuerza        | Christian | [ 135 ] |
| 4      | Resistencia | Soberanos   | Blue Mary       | Botota           | Camila          | Agilidad        | Blue Mary     |           | [ 135 ] |
| 5      | Soberanos   | Resistencia | Galadriel       | Facundo          | Botota          | Mariela         | Habilidad     | Mariela   | [ 136 ] |
| 6      | Resistencia | Soberanos   | Blue Mary       | Luis             | Botota          | Camila          | Fuerza        | Camila    | [ 137 ] |
| 7      | Soberanos   | Resistencia | Valentina       | Julia            | Nicolás         | Austin          | Agilidad      | Julia     | [ 138 ] |
| 8      | Soberanos   | Resistencia | Pamela          | Daniela          | Facundo         | Blue Mary       | Habilidad     | Blue Mary | [ 139 ] |
| 9      | Resistencia | Soberanos   | Daniela         | Raimundo         | Austin          | Pangal          | Fuerza        | Austin    | [ 140 ] |
| 10     | Resistencia | Soberanos   | Oriana          | Francisco        | Sofía           | Botota          | Resistencia   | Sofía     | [ 141 ] |
| 11     | Resistencia | Soberanos   | Faloon          | Javiera          | Facundo         | Daniela         | Habilidad     | Javiera   | [ 142 ] |
| 12     | Resistencia | Soberanos   | Faloon          | Oriana           | Botota          | Francisca       | Destreza      | Botota    | [ 143 ] |
| 13     | Resistencia | Soberanos   | Galadriel       | Botota           | Pangal          | Facundo         | Agilidad      | Facundo   | [ 144 ] |
| 13     | Resistencia | Soberanos   | Galadriel       | Botota           | Pangal          | Francisco       | Habilidad     | Galadriel | [ 144 ] |

     El participante obtiene la tarjeta de salvación o la mayor cantidad de votos del público, por ende se salva y no enfrenta el duelo de eliminación.
Notas
1. ↑  Al ingresar al programa se le dio la posibilidad a Fabio Agostini de escoger a un participante para batirse a un duelo a muerte, en donde el perdedor quedaba automáticamente eliminado. Fabio eligió a Christian para el duelo, resultando eliminado este último.
2. ↑  Valentina no participa del proceso de eliminación debido a su calidad de visita.
3. ↑  Nicolás no participa del proceso de eliminación debido a su calidad de visita.
4. ↑  Pamela no participa del proceso de eliminación debido a su calidad de visita.

### Competencia individual
A partir de la semana 14 se dio inicio a la competencia individual con los ocho participantes que seguían en el programa. Cabe mencionar que, al finalizar la semana 13,  se anunció a Oriana Marzoli como la favorita del público, convirtiéndose en la primera semifinalista de ¿Ganar o servir? y obteniendo la inmunidad hasta tal instancia.Días después, al iniciar la semana 14, Pangal Andrade fue anunciado como el segundo favorito del público, transformándose en semifinalista del programa.
En ese contexto, los concursantes restantes se enfrentaron en duelos de eliminación. Los ganadores automáticamente se convertieron en los semifinalistas.
| Semana | Primer nominado     | Segundo nominado | Tipo de duelo | Eliminado | Nota  | Ref.   |
| ------ | ------------------- | ---------------- | ------------- | --------- | ----- | ------ |
| 14     | Francisco Rodríguez | Botota Fox       | Resistencia   | Botota    | [ a ] | [ 48 ] |
| 14     | Faloon Larraguibel  | Daniela Colett   | Fuerza        | Daniela   | [ b ] | [ 45 ] |
| 14     | Raimundo Cerda      | Luis Mateucci    | Resistencia   | Raimundo  |       | [ 40 ] |

Notas
1. ↑  Francisco Rodríguez, al ser el participante favorito del público, tuvo la oportunidad de elegir a la persona con quien quisiese enfrentarse en el duelo de eliminación. Él eligió a Botota.
2. ↑  Faloon Larraguibel, al ser la segunda participante favorita del público, tuvo la oportunidad de elegir a la persona con quien quisiese enfrentarse en el duelo de eliminación. Ella eligió a Daniela Colett.

### Gran final
La semifinal se desarrolló en el penúltimo capítulo del programa, llegando hasta esa instancia Faloon Larraguibel, Francisco Rodríguez, Luis Mateucci, Oriana Marzoli y Pangal Andrade. Previo a los duelos de semifinal, el público tuvo la posibilidad de eliminar a uno de los participantes, eligiendo a Luis Mateucci, quien no tuvo la posibilidad de avanzar en el programa.
La Gran final se transmitió en directo desde el sector de Lima, Perú, el día domingo 3 de noviembre de 2024, obteniendo el ganador, Pangal Andrade, $25.000.000 millones de pesos chilenos.
| Parejas         | Semifinalistas      | Tipo de competencia            | Finalistas          | Tipo de duelo                  | Ganador        |
| --------------- | ------------------- | ------------------------------ | ------------------- | ------------------------------ | -------------- |
| Pareja Número 1 | Francisco Rodríguez | Resistencia, fuerza y agilidad | Francisco Rodríguez | Equilibrio, fuerza y habilidad | Pangal Andrade |
| Pareja Número 1 | Oriana Marzoli      | Resistencia, fuerza y agilidad | Francisco Rodríguez | Equilibrio, fuerza y habilidad | Pangal Andrade |
| Pareja Número 2 | Faloon Larraguibel  | Resistencia, fuerza y agilidad | Pangal Andrade      | Equilibrio, fuerza y habilidad | Pangal Andrade |
| Pareja Número 2 | Pangal Andrade      | Resistencia, fuerza y agilidad | Pangal Andrade      | Equilibrio, fuerza y habilidad | Pangal Andrade |

En paralelo a la Gran final se realizó una Final preliminar, donde los dos participantes favoritos del público, elegidos entre todos aquellos que llegaron a la etapa de competencia individual, se enfrentaron en tal instancia. La ganadora, Oriana Marzoli, obtuvo un premio consistente en una estadía en Cancún para dos personas todo pagado.
| Participantes      | Finalistas     | Tipo de duelo          | Ganador        |
| ------------------ | -------------- | ---------------------- | -------------- |
| Botota Fox         | Oriana Marzoli | Agilidad y resistencia | Oriana Marzoli |
| Daniela Colett     | Oriana Marzoli | Agilidad y resistencia | Oriana Marzoli |
| Faloon Larraguibel | Oriana Marzoli | Agilidad y resistencia | Oriana Marzoli |
| Luis Mateucci      | Raimundo Cerda | Agilidad y resistencia | Oriana Marzoli |
| Oriana Marzoli     | Raimundo Cerda | Agilidad y resistencia | Oriana Marzoli |
| Raimundo Cerda     | Raimundo Cerda | Agilidad y resistencia | Oriana Marzoli |

## Recepción
¿Ganar o servir? fue estrenado el domingo 21 de abril de 2024, marcando una situación inédita en la televisión chilena, donde por primera vez una final de un reality show, Tierra brava, fue sucedida inmediatamente por otro. El estreno del programa consiguió promediar 19.1 puntos de rating hogar, con un peak de 22.4, cifra que implica la audiencia de la señal abierta de Canal 13 más la del canal de los cableoperadores VTR y Claro, como una "Súper cadena". Por su parte, en rating comercial, el primer episodio del espacio de telerrealidad llegó a 8.7 de media entre ambas pantallas. Respecto a la señal principal de Canal 13, entre las 23:10 y las 00:47 de la noche, el capítulo debut de ¿Ganar o servir? promedió 16.2 unidades con un peak de 19.6 puntos a las 23:10 horas, versus 7.7 de Mega, 5.0 de Chilevisión y 3.8 de TVN, convirtiéndose así en el programa más visto del día.
Al igual que su antecesor, ¿Ganar o servir? cosechó un gran éxito. Entre el 21 de abril y el 24 de junio de 2024, el programa promedió 11.9 puntos de rating en pantalla abierta, superando a Chilevisión (6.6 puntos), Mega (10.3) y TVN (3.7). Además, promedió 12.9 puntos en la denominada ‘Súper cadena’, que contempla también ¿Ganar o servir? Extendido que se transmite por VTR y Claro, y proyectando también el consumo digital, el "13" calcula otros 6.0 puntos de rating.
El día 22 de julio de 2024, tras cumplirse tres meses al aire, Canal 13 publicó que, en materia de consumo de televisión, el espacio de telerrealidad de época había conseguido una media de 12.9 unidades en rating hogar y de 4.8 en rating comercial en "Súper cadena". Esto es la suma entre la pantalla abierta del 13 más la del canal "Ganar o Servir Extendido" que se transmite por los cableoperadores VTR y Claro. En tanto, en pantalla abierta de la televisora, el programa alcanzó un promedio de 12 puntos, contra 9.7 de Mega; 6.4 de Chilevisión; y 3.7 unidades de TVN en el mismo período de tiempo y horario.
El día 3 de noviembre de 2024 se transmitió la Gran final del programa. En dicha instancia, la final de ¿Ganar o servir?, que vio a Pangal Andrade y Oriana Marzoli coronarse como triunfadores, logró promediar 21.9 puntos de rating hogar con un peak de 23.7, cifra que implica la audiencia de la señal abierta de Canal 13 más la de los cableoperadores VTR y Claro, como una "Súper cadena". Respecto a la señal principal de Canal 13, entre las 21:00 y las 22:54 horas la final del programa tuvo una media definitiva de 13.7 unidades, versus 7.1 de Mega, 5.7 de TVN y 5.1 de Chilevisión en ese horario.
En la siguiente tabla se muestra una lista con los números de audiencia obtenidos del programa emisión por emisión, según la empresa Kantar Ibope Media.
| 1  | 1   | Domingo   | 21 de abril      | Presentación del programa Eliminación de Alejandro                                                                      | 23:10 - 00:46 | 16,2 | Primero | [ 152 ] |
| 1  | 2   | Lunes     | 22 de abril      | Competencia por equipos                                                                                                 | 22:29 - 00:12 | 12,6 | Quinto  | [ 153 ] |
| 1  | 3   | Martes    | 23 de abril      | Ingresa Austin | 22:29 - 00:16 | 13,4 | Segundo | [ 154 ] |
| 1  | 4   | Miércoles | 24 de abril      | Sin competencias | 22:28 - 00:09 | 12,2 | Quinto  | [ 155 ] |
| 1  | 5   | Jueves    | 25 de abril      | Competencia individual (Mujeres)                                                                                        | 22:21 - 00:16 | 12,9 | Segundo | [ 156 ] |
| 2  | 6   | Domingo   | 28 de abril      | Asamblea de los Sirvientes                                                                                              | 22:25 - 00:08 | 12,5 | Primero | [ 157 ] |
| 2  | 7   | Lunes     | 29 de abril      | Competencia individual (Hombres)                                                                                        | 22:26 - 00:27 | 11,0 | Sexto   | [ 158 ] |
| 2  | 8   | Martes    | 30 de abril      | Sin competencias | 22:27 - 00:12 | 10,2 | Quinto  | [ 159 ] |
| 2  | 9   | Miércoles | 1 de mayo        | Asamblea de los Señores                                                                                                 | 22:21 - 00:10 | 11,6 | Tercero | [ 160 ] |
| 2  | 10  | Jueves    | 2 de mayo        | Eliminación de Cindy | 22:27 - 00:10 | 12,3 | Cuarto  | [ 161 ] |
| 3  | 11  | Domingo   | 5 de mayo        | Sin competencias | 22:27 - 00:25 | 10,7 | Segundo | [ 162 ] |
| 3  | 12  | Lunes     | 6 de mayo        | Abandona Gonzalo Ingresan Daniela y Raimundo Competencia por equipos                                                    | 22:30 - 00:07 | 10,4 | Quinto  | [ 163 ] |
| 3  | 13  | Martes    | 7 de mayo        | Sin competencias | 22:34 - 00:39 | 11,0 | Quinto  | [ 164 ] |
| 3  | 14  | Miércoles | 8 de mayo        | Sin competencias | 22:32 - 00:05 | 11,7 | Cuarto  | [ 165 ] |
| 3  | 15  | Jueves    | 9 de mayo        | Competencia individual (Hombres)                                                                                        | 22:32 - 00:23 | 12,4 | Cuarto  | [ 166 ] |
| 4  | 16  | Domingo   | 12 de mayo       | El círculo de fuego | 22:23 - 00:10 | 11,0 | Primero | [ 167 ] |
| 4  | 17  | Lunes     | 13 de mayo       | Competencia individual (Mujeres)                                                                                        | 22:21 - 00:16 | 12,7 | Cuarto  | [ 168 ] |
| 4  | 18  | Martes    | 14 de mayo       | Sin competencias | 22:28 - 00:06 | 12,4 | Tercero | [ 169 ] |
| 4  | 19  | Miércoles | 15 de mayo       | La Asamblea | 22:42 - 00:35 | 11,8 | Cuarto  | [ 170 ] |
| 4  | 20  | Jueves    | 16 de mayo       | Sin competencias | 22:31 - 00:13 | 10,6 | Quinto  | [ 171 ] |
| 5  | 21  | Domingo   | 19 de mayo       | Eliminación de Coca | 22:29 - 00:12 | 9,4  | Segundo | [ 172 ] |
| 5  | 22  | Lunes     | 20 de mayo       | Ingresa Christian | 22:24 - 00:16 | 12,1 | Primero | [ 173 ] |
| 5  | 23  | Martes    | 21 de mayo       | Sin competencias | 22:28 - 00:07 | 11,6 | Cuarto  | [ 174 ] |
| 5  | 24  | Miércoles | 22 de mayo       | Competencia por equipos                                                                                                 | 22:34 - 00:32 | 12,2 | Quinto  | [ 175 ] |
| 5  | 25  | Jueves    | 23 de mayo       | Sin competencias | 23:05 - 00:52 | 11,2 | Octavo  | [ 176 ] |
| 6  | 26  | Domingo   | 26 de mayo       | Competencia individual (Hombres)                                                                                        | 22:34 - 00:36 | 11,4 | Segundo | [ 177 ] |
| 6  | 27  | Lunes     | 27 de mayo       | El círculo de fuego | 22:33 - 00:26 | 9,9  | Séptimo | [ 178 ] |
| 6  | 28  | Martes    | 28 de mayo       | Competencia individual (Mujeres)                                                                                        | 22:45 - 00:36 | 11,9 | Quinto  | [ 179 ] |
| 6  | 29  | Miércoles | 29 de mayo       | Sin competencias | 22:32 - 00:29 | 11,7 | Cuarto  | [ 180 ] |
| 6  | 30  | Jueves    | 30 de mayo       | La Asamblea | 22:34 - 00:30 | 12,1 | Quinto  | [ 181 ] |
| 7  | 31  | Domingo   | 2 de junio       | Sin competencias | 22:33 - 00:25 | 11,6 | Primero | [ 182 ] |
| 7  | 32  | Lunes     | 3 de junio       | Eliminación de José | 22:35 - 00:30 | 11,7 | Cuarto  | [ 183 ] |
| 7  | 33  | Martes    | 4 de junio       | Ingresa Sofía | 22:35 - 00:44 | 10,5 | Sexto   | [ 184 ] |
| 7  | 34  | Miércoles | 5 de junio       | Competencia por equipos                                                                                                 | 22:34 - 00:25 | 11,2 | Tercero | [ 185 ] |
| 7  | 35  | Jueves    | 6 de junio       | Ingresa Fabio | 22:35 - 00:37 | 11,3 | Cuarto  | [ 186 ] |
| 8  | 36  | Domingo   | 9 de junio       | Abandona Claudio Competencia individual (Mujeres)                                                                       | 22:31 - 00:46 | 12,9 | Primero | [ 187 ] |
| 8  | 37  | Lunes     | 10 de junio      | Eliminación de Christian                                                                                                | 22:36 - 00:21 | 13,4 | Cuarto  | [ 188 ] |
| 8  | 38  | Martes    | 11 de junio      | Competencia individual (Hombres)                                                                                        | 22:42 - 00:30 | 12,3 | Séptimo | [ 189 ] |
| 8  | 39  | Miércoles | 12 de junio      | Sin competencias | 22:40 - 00:29 | 13,7 | Cuarto  | [ 190 ] |
| 8  | 40  | Jueves    | 13 de junio      | Sin competencias | 22:52 - 00:35 | 13,3 | Tercero | [ 191 ] |
| 9  | 41  | Domingo   | 16 de junio      | La Asamblea | 22:34 - 00:19 | 12,2 | Primero | [ 192 ] |
| 9  | 42  | Lunes     | 17 de junio      | Abandona Fabio Eliminación de Blue Mary                                                                                 | 22:42 - 00:46 | 11,9 | Tercero | [ 193 ] |
| 9  | 43  | Martes    | 18 de junio      | Sin competencias | 22:44 - 00:36 | 12,0 | Cuarto  | [ 194 ] |
| 9  | 44  | Miércoles | 19 de junio      | Sin competencias | 22:42 - 00:34 | 11,8 | Quinto  | [ 195 ] |
| 9  | 45  | Jueves    | 20 de junio      | Competencia por equipos                                                                                                 | 23:20 - 01:37 | 13,8 | Segundo | [ 196 ] |
| 10 | 46  | Domingo   | 23 de junio      | Ingresa Facundo | 22:36 - 00:40 | 11,7 | Segundo | [ 197 ] |
| 10 | 47  | Lunes     | 24 de junio      | Competencia individual (Mujeres)                                                                                        | 22:42 - 00:55 | 12,8 | Primero | [ 198 ] |
| 10 | 48  | Martes    | 25 de junio      | El círculo de fuego | 23:01 - 01:09 | 13,1 | Tercero | [ 199 ] |
| 10 | 49  | Miércoles | 26 de junio      | Competencia individual (Hombres) Ingresa Julia                                                                          | 22:48 - 00:58 | 13,2 | Primero | [ 200 ] |
| 10 | 50  | Jueves    | 27 de junio      | Sin competencias | 22:48 - 00:59 | 12,2 | Tercero | [ 201 ] |
| 11 | 51  | Domingo   | 30 de junio      | Sin competencias | 22:43 - 00:58 | 11,7 | Primero | [ 202 ] |
| 11 | 52  | Lunes     | 1 de julio       | La Asamblea | 22:45 - 00:49 | 12,5 | Cuarto  | [ 203 ] |
| 11 | 53  | Martes    | 2 de julio       | Sin competencias | 22:45 - 00:39 | 14,8 | Primero | [ 204 ] |
| 11 | 54  | Miércoles | 3 de julio       | Eliminación de Mariela                                                                                                  | 22:46 - 00:57 | 15,2 | Primero | [ 205 ] |
| 11 | 55  | Jueves    | 4 de julio       | Reingreso de Blue Mary                                                                                                  | 22:47 - 00:56 | 13,9 | Primero | [ 206 ] |
| 12 | 56  | Domingo   | 7 de julio       | Competencia por equipos                                                                                                 | 22:47 - 00:49 | 11,8 | Primero | [ 207 ] |
| 12 | 57  | Lunes     | 8 de julio       | Sin competencias | 22:44 - 00:39 | 10,9 | Cuarto  | [ 208 ] |
| 12 | 58  | Martes    | 9 de julio       | Sin competencias | 22:45 - 00:31 | 12,0 | Tercero | [ 209 ] |
| 12 | 59  | Miércoles | 10 de julio      | Competencia individual (Mujeres)                                                                                        | 23:25 - 01:13 | 12,4 | Séptimo | [ 210 ] |
| 12 | 60  | Jueves    | 11 de julio      | El círculo de fuego | 22:45 - 00:32 | 11,5 | Quinto  | [ 211 ] |
| 12 | 61  | Viernes   | 12 de julio      | Competencia individual (Hombres)                                                                                        | 22:24 - 00:36 | 11,8 | Segundo | [ 212 ] |
| 13 | 62  | Domingo   | 14 de julio      | Sin competencias | 00:41 - 03:00 | 9,0  | Tercero | [ 213 ] |
| 13 | 63  | Lunes     | 15 de julio      | Sin competencias | 22:51 - 00:45 | 12,0 | Tercero | [ 214 ] |
| 13 | 64  | Martes    | 16 de julio      | La Asamblea | 22:45 - 00:30 | 11,8 | Tercero | [ 215 ] |
| 13 | 65  | Miércoles | 17 de julio      | Sin competencias | 22:49 - 00:43 | 12,8 | Cuarto  | [ 216 ] |
| 13 | 66  | Jueves    | 18 de julio      | Eliminación de Camila                                                                                                   | 22:51 - 00:39 | 12,6 | Quinto  | [ 217 ] |
| 14 | 67  | Domingo   | 21 de julio      | Sin competencias | 22:47 - 00:26 | 10,4 | Tercero | [ 218 ] |
| 14 | 68  | Lunes     | 22 de julio      | Sin competencias | 23:22 - 00:27 | 11,0 | Séptimo | [ 219 ] |
| 14 | 69  | Martes    | 23 de julio      | Ingresan Nicolás y Valentina Competencia por equipos                                                                    | 22:46 - 00:26 | 13,5 | Cuarto  | [ 220 ] |
| 14 | 70  | Miércoles | 24 de julio      | Sin competencias | 22:49 - 00:30 | 13,3 | Tercero | [ 221 ] |
| 14 | 71  | Jueves    | 25 de julio      | Competencia individual (Mujeres)                                                                                        | 22:47 - 00:43 | 11,6 | Cuarto  | [ 222 ] |
| 15 | 72  | Lunes     | 29 de julio      | El círculo de fuego | 22:49 - 00:46 | 12,7 | Tercero | [ 223 ] |
| 15 | 73  | Martes    | 30 de julio      | Competencia individual (Hombres)                                                                                        | 22:49 - 00:33 | 12,4 | Cuarto  | [ 224 ] |
| 15 | 74  | Miércoles | 31 de julio      | Sin competencias | 23:35 - 01:44 | 10,1 | Octavo  | [ 225 ] |
| 15 | 75  | Jueves    | 1 de agosto      | Sin competencias | 22:52 - 00:49 | 10,7 | Octavo  | [ 226 ] |
| 16 | 76  | Domingo   | 4 de agosto      | La Asamblea | 22:49 - 00:45 | 9,5  | Quinto  | [ 227 ] |
| 16 | 77  | Lunes     | 5 de agosto      | Sin competencias | 22:47 - 00:47 | 12,5 | Cuarto  | [ 228 ] |
| 16 | 78  | Martes    | 6 de agosto      | Abandonan Nicolás y Valentina Eliminación de Julia                                                                      | 22:46 - 00:46 | 10,8 | Quinto  | [ 229 ] |
| 16 | 79  | Miércoles | 7 de agosto      | Sin competencias | 22:49 - 00:51 | 10,4 | Octavo  | [ 230 ] |
| 16 | 80  | Jueves    | 8 de agosto      | Competencia por equipos                                                                                                 | 22:50 - 00:59 | 11,2 | Cuarto  | [ 231 ] |
| 17 | 81  | Domingo   | 11 de agosto     | Ingresa Pamela | 22:46 - 00:48 | 13,7 | Primero | [ 232 ] |
| 17 | 82  | Lunes     | 12 de agosto     | Sin competencias | 22:46 - 00:42 | 13,4 | Segundo | [ 233 ] |
| 17 | 83  | Martes    | 13 de agosto     | Competencia individual (Mujeres)                                                                                        | 22:41 - 00:45 | 14,0 | Segundo | [ 234 ] |
| 17 | 84  | Miércoles | 14 de agosto     | El círculo de fuego | 22:50 - 00:56 | 13,2 | Segundo | [ 235 ] |
| 17 | 85  | Jueves    | 15 de agosto     | Sin competencias | 22:46 - 00:47 | 12,3 | Segundo | [ 236 ] |
| 18 | 86  | Domingo   | 18 de agosto     | Competencia individual (Hombres)                                                                                        | 22:45 - 00:52 | 11,0 | Segundo | [ 237 ] |
| 18 | 87  | Lunes     | 19 de agosto     | Sin competencias | 22:46 - 00:53 | 12,2 | Segundo | [ 238 ] |
| 18 | 88  | Martes    | 20 de agosto     | Sin competencias | 22:49 - 01:07 | 13,1 | Tercero | [ 239 ] |
| 18 | 89  | Miércoles | 21 de agosto     | La Asamblea | 22:45 - 00:59 | 11,9 | Cuarto  | [ 240 ] |
| 18 | 90  | Jueves    | 22 de agosto     | Sin competencias | 22:40 - 01:07 | 9,4  | Séptimo | [ 241 ] |
| 19 | 91  | Domingo   | 25 de agosto     | Eliminación de Blue Mary                                                                                                | 22:35 - 01:11 | 10,9 | Primero | [ 242 ] |
| 19 | 92  | Lunes     | 26 de agosto     | Competencia por equipos                                                                                                 | 22:43 - 01:03 | 11,8 | Cuarto  | [ 243 ] |
| 19 | 93  | Martes    | 27 de agosto     | Sin competencias | 22:41 - 01:11 | 10,6 | Cuarto  | [ 244 ] |
| 19 | 94  | Miércoles | 28 de agosto     | Competencia individual (Mujeres)                                                                                        | 22:47 - 00:57 | 12,6 | Segundo | [ 245 ] |
| 19 | 95  | Jueves    | 29 de agosto     | El círculo de fuego | 22:47 - 00:58 | 10,6 | Quinto  | [ 246 ] |
| 20 | 96  | Domingo   | 1 de septiembre  | Competencia individual (Hombres)                                                                                        | 22:37 - 00:50 | 10,3 | Primero | [ 247 ] |
| 20 | 97  | Lunes     | 2 de septiembre  | Sin competencias | 22:42 - 00:48 | 10,6 | Cuarto  | [ 248 ] |
| 20 | 98  | Martes    | 3 de septiembre  | Sin competencias | 22:38 - 00:57 | 10,6 | Cuarto  | [ 249 ] |
| 20 | 99  | Miércoles | 4 de septiembre  | La Asamblea | 22:42 - 00:50 | 12,3 | Segundo | [ 250 ] |
| 20 | 100 | Jueves    | 5 de septiembre  | Abandona Pamela | 22:39 - 01:11 | 12,0 | Tercero | [ 251 ] |
| 21 | 101 | Domingo   | 8 de septiembre  | Eliminación de Austin                                                                                                   | 22:44 - 00:49 | 12,4 | Primero | [ 252 ] |
| 21 | 102 | Lunes     | 9 de septiembre  | Ingresan Francisco y Javiera Competencia por equipos                                                                    | 22:40 - 00:58 | 12,2 | Tercero | [ 253 ] |
| 21 | 103 | Martes    | 10 de septiembre | Sin competencias | 22:42 - 01:01 | 11,5 | Quinto  | [ 254 ] |
| 21 | 104 | Miércoles | 11 de septiembre | Competencia individual (Mujeres)                                                                                        | 22:44 - 01:01 | 11,7 | Cuarto  | [ 255 ] |
| 21 | 105 | Jueves    | 12 de septiembre | El círculo de fuego | 22:43 - 01:07 | 10,4 | Quinto  | [ 256 ] |
| 22 | 106 | Domingo   | 15 de septiembre | Competencia individual (Hombres)                                                                                        | 22:45 - 00:46 | 9,0  | Segundo | [ 257 ] |
| 22 | 107 | Lunes     | 16 de septiembre | Sin competencias | 22:43 - 01:11 | 9,3  | Cuarto  | [ 258 ] |
| 23 | 108 | Domingo   | 22 de septiembre | La Asamblea | 22:36 - 00:45 | 9,9  | Primero | [ 259 ] |
| 23 | 109 | Lunes     | 23 de septiembre | Eliminación de Sofía | 22:37 - 00:38 | 10,1 | Cuarto  | [ 260 ] |
| 23 | 110 | Martes    | 24 de septiembre | Competencia por equipos                                                                                                 | 22:49 - 00:58 | 10,3 | Tercero | [ 261 ] |
| 23 | 111 | Miércoles | 25 de septiembre | Competencia individual (Mujeres)                                                                                        | 22:38 - 00:33 | 11,2 | Cuarto  | [ 262 ] |
| 23 | 112 | Jueves    | 26 de septiembre | El círculo de fuego | 22:52 - 00:52 | 9,3  | Séptimo | [ 263 ] |
| 23 | 113 | Viernes   | 27 de septiembre | Competencia individual (Hombres)                                                                                        | 22:39 - 00:30 | 9,1  | Cuarto  | [ 264 ] |
| 24 | 114 | Lunes     | 30 de septiembre | Sin competencias | 22:46 - 00:54 | 9,3  | Séptimo | [ 265 ] |
| 24 | 115 | Martes    | 1 de octubre     | La Asamblea Eliminación de Javiera                                                                                      | 22:39 - 01:09 | 10,0 | Sexto   | [ 266 ] |
| 24 | 116 | Miércoles | 2 de octubre     | Competencia por equipos                                                                                                 | 22:44 - 00:51 | 10,7 | Tercero | [ 267 ] |
| 24 | 117 | Jueves    | 3 de octubre     | Sin competencias | 22:43 - 00:39 | 10,2 | Tercero | [ 268 ] |
| 24 | 118 | Viernes   | 4 de octubre     | Competencia individual (Mujeres) El círculo de fuego                                                                    | 22:39 - 00:52 | 10,0 | Segundo | [ 269 ] |
| 25 | 119 | Lunes     | 7 de octubre     | Competencia individual (Hombres)                                                                                        | 23:00 - 00:53 | 10,3 | Séptimo | [ 270 ] |
| 25 | 120 | Martes    | 8 de octubre     | Sin competencias | 22:41 - 00:53 | 9,6  | Quinto  | [ 271 ] |
| 25 | 121 | Miércoles | 9 de octubre     | La Asamblea | 22:41 - 01:05 | 9,6  | Quinto  | [ 272 ] |
| 25 | 122 | Jueves    | 10 de octubre    | Eliminación de Botota Abandona Francisca Reingresa Botota                                                               | 22:46 - 01:04 | 9,7  | Quinto  | [ 273 ] |
| 25 | 123 | Viernes   | 11 de octubre    | Competencia por equipos                                                                                                 | 22:46 - 01:05 | 10,1 | Tercero | [ 274 ] |
| 26 | 124 | Lunes     | 14 de octubre    | Competencia individual (Mujeres)                                                                                        | 22:41 - 00:50 | 10,3 | Tercero | [ 275 ] |
| 26 | 125 | Martes    | 15 de octubre    | Sin competencias | 22:48 - 00:59 | 11,2 | Sexto   | [ 276 ] |
| 26 | 126 | Miércoles | 16 de octubre    | Competencia individual (Hombres)                                                                                        | 22:46 - 01:02 | 11,4 | Tercero | [ 277 ] |
| 26 | 127 | Jueves    | 17 de octubre    | El círculo de fuego La Asamblea                                                                                         | 22:41 - 01:03 | 10,2 | Cuarto  | [ 278 ] |
| 26 | 128 | Viernes   | 18 de octubre    | Eliminación de Facundo                                                                                                  | 22:43 - 01:06 | 9,9  | Cuarto  | [ 279 ] |
| 27 | 129 | Lunes     | 21 de octubre    | Eliminación de Galadriel                                                                                                | 22:42 - 00:54 | 12,1 | Segundo | [ 280 ] |
| 27 | 130 | Martes    | 22 de octubre    | Sin competencias | 22:38 - 00:52 | 12,0 | Segundo | [ 281 ] |
| 27 | 131 | Miércoles | 23 de octubre    | Sin competencias | 22:43 - 00:45 | 11,5 | Cuarto  | [ 282 ] |
| 27 | 132 | Jueves    | 24 de octubre    | Eliminación de Botota                                                                                                   | 22:41 - 00:59 | 10,1 | Quinto  | [ 283 ] |
| 27 | 133 | Viernes   | 25 de octubre    | Eliminación de Daniela                                                                                                  | 22:40 - 01:06 | 9,6  | Quinto  | [ 284 ] |
| 28 | 134 | Lunes     | 28 de octubre    | Eliminación de Raimundo                                                                                                 | 22:42 - 01:13 | 11,6 | Tercero | [ 285 ] |
| 28 | 135 | Martes    | 29 de octubre    | Eliminación de Luis Semifinal I: Eliminación de Oriana Semifinal II: Eliminación de Faloon Reingresan Oriana y Raimundo | 22:42 - 00:59 | 12,4 | Primero | [ 286 ] |
| 29 | 136 | Domingo   | 3 de noviembre   | Final preliminar: Ganadora Oriana Gran final: Ganador Pangal                                                            | 21:00 - 22:54 | 13,7 | Segundo | [ 287 ] |

     Episodio más visto.

     Episodio menos visto.